# Heide-Steppenrüssler
Der Heide-Steppenrüssler (Coniocleonus nebulosus) ist ein Käfer aus der Familie der Rüsselkäfer und der Unterfamilie Lixinae.

## Merkmale
Es handelt sich um einen großen, kräftigen und langgestreckten Rüsselkäfer. Der Rüssel ist länger als der Kopf, auf der Oberseite flach und mit einem Kiel versehen. Das zweite Hintertarsenglied  ist länger als das dritte. Der erste Flügeldeckenstreifen ist an der Basis nicht auffällig tief gefurcht (im Unterschied etwa zu Coniocleonus pseudobliquus und Coniocleonus nigrosuturatus), allerdings wirkt die ganze Oberseite grob skulptiert. Die Oberseite ist fleckig weiß beschuppt, aus Kahlstellen ergeben sich zwei V-förmige Zeichnungen. Der dritte Flügeldeckenzwischenraum ist an der Basis wulstig erhöht. An der Vorderbrust befindet sich vor jeder Hüfte ein spitzer Höcker.

## Biologie
Die Wirtspflanze der Art ist unbekannt, eventuell handelt es sich um den Kleinen Sauerampfer (Rumex acetosella). Wie der Name andeutet, handelt es sich um eine Art sandiger Heideflächen. Möglicherweise sind die Käfer nachtaktiv, und es wird vermutet, dass sie nicht oder schlecht fliegen können.

## Verbreitung und Vorkommen
Die Art kommt in Europa von Spanien über Mitteleuropa bis Russland vor. Ebenfalls verbreitet ist die Art in Großbritannien, Norditalien, Sardinien und Korsika, und Südskandinavien. Im Südosten Europas fehlt sie. Sie ist überall selten geworden.

## Gefährdung
Früher war die Art in Deutschland in vielen Bundesländern vorhanden, heute ist sie vielerorts verschwunden. In Baden-Württemberg und Bayern gilt die Art als ausgestorben. In Brandenburg, wo die Art ebenfalls verschollen war, wurde sie im Jahr 2020 wieder ein Exemplar entdeckt.
Die Art gilt daher in Deutschland als vom Aussterben bedroht.